# Raks Müzik
Il Raks Müzik è stata una delle più note case discografiche turche, attiva tra il 1990 e il 2004.Tra i molti artisti che hanno inciso per il Raks Müzik ricordiamo Levent Yüksel,Ege, Emre Altuğ, Sibel Tüzün, Sibel Gürsoy,Ogün Sanlısoy, Ebru Gündeş,Serdar Ortaç,Sibel Can, Kerim Tekin,Göksel, Kenan Doğulu,Ufuk Yıldırım, Koray Candemir è tanti altri.Raks Müzik,ha molto case discographiche.

## Etichette discografiche di Raks Müzik
- TEMPO MÜZİK(venduto a Müyada nel 2000),
- S MÜZİK,
- MARŞ MÜZİK,
- DOKUZ SEKİZ MÜZİK YAPIM A.Ş.(venduto a Esen Elektronik nel 2004)
- PLAZA MÜZİK,
- KARMA MÜZİK.